# Escola lliure
El principi fonamental de l'escola lliure és substituir l'autoritat per la llibertat, s'incita a l'infant a aprendre mitjançant la curiositat canviant el sistema caduc de l'educació tradicional on s'aprenia mitjançant la força, sense la pressió ni les pautes de l'Estat. Per tant, es motiva l'infant a conrear les seves necessitats espontànies i fent que el seu interès pel món que l'envolta augmenti. Aquesta postura va senyalar els principis de l'educació lliure, tot i així escola lliure sovint s'utilitza com a sinònim d'escola alternativa, tot el que és alternatiu és vers a un altre concepte, en aquest cas a l'escola tradicional. Totes aquelles escoles lliures tendeixen a ser petites, on totes les edats cohabiten, on els processos d'aprenentatge i coneixement no són lineals, on es treballa la llibertat, la responsabilitat i el respecte entre ells, la joventut, i l'educació compartida amb la família. Mentre que les escoles llibertàries tenen un component polític de caràcter anarquista, treballen en la llibertat, i volen una transformació social basada en l'educació.

## Origen
Per parlar d'escola lliure, Rousseau, autor de l'Emili (1762). Primer tractat sobre filosofia de l'educació, època del naturalisme pedagògic que va sorgir com una crítica a la idea racionalista i defensava l'espontaneïtat i el fet de fluir, ja que tenim tots els coneixements a l'interior i que ningú ha d'intervenir per fer-los sortir.
Rousseau defensava que la idea de la racionalitat era freda, i que a vegades els éssers humans es guiaven per sentiments. En l'obra L'Emili tractava l'educació des dels 0 als 20 anys en ella proposava que es deixes fluir tot el coneixement interior que tenim, ja que l'educació domèstica ens feia pensar a tots igual perquè era un sistema educatiu obligatori i uniforme.
La regla més gran del naturalisme pedagògic és no intervenir ni acompanyar el procés d'aprenentatge de l'infant. Es basa en l'educació natural, que és un procés auto formatiu, que respecta i distingeix les diferents necessitats de cada edat. El naturalisme pedagògic té la idea metafòrica que les persones tenen una llavor a dins on hi ha tota la informació. Si no es deixa fluir aquesta llavor es mata la creativitat dels infants i es creen infants amb prejudicis. L'educació ha d'estar centrada en el coneixement de la naturalesa de l'infant i no en ritus ni costums. El coneixement s'ha de desenvolupar al camp i no en aules perquè modifiquen el pensament.
L'evolució d'aquesta idea desemboca en un moviment educatiu iniciat per Neill, Montessori i Dewey. Criticant el sistema educatiu tradicional autoritari, competitiu i on fomenta un aprenentatge basat en la memorització.
Després de la Primera Guerra Mundial sorgeixen aquests nous plans educatius experimentals, com Summerhill el 1921, un projecte de A.S.Neill on posava en pràctica la seva idea de l'educació basada en llibertat i autogovern, ja que es volien crear éssers humans democràtics i pacífics perquè no hi hagués cap més guerra.
L'escola ha d'estar situada a la natura, fora de la contaminació de la urbe, ha de girar entorn dels interessos de l'infant, fomentar el paidocentrisme, ha de ser una escola activa on es fomenti l'aprenentatge mitjançant l'activitat, ha de ser una comunitat vital, els alumnes haurien de viure com a mínim la meitat de la setmana a l'escola per construir relacions d'amistat i s'ha de revalorar el paper del mestre.
Una escola tradicional està centrada en l'examen i és privada; l'altre és, lliure de proves i pública basada en l'auto direcció de l'educació, considera la llibertat de viure la vida com es tria com a valor principal.
Les escoles lliures són institucions qüestionades entre tres principis ideològics, teòrics i polítics. El primer "contribució a la diversitat pedagògica en un mercat escolar controlat" reflecteix una visió social democràtica tradicional. El segon "contribució a una millor educació en un mercat escolar competitiu" reflecteix un enfocament neoliberal. El tercer principi, "contribució al manteniment dels grups i la identitat cultural i religiosa dels individus", reflecteix una visió multicultural que insisteix en la tesi que la identitat cultural i religiosa de la família ha de ser un motiu de direcció per a l'elecció escolar.

## A, S. Neill, Summerhill School
Alexander Sutherland Neill (Forfar, 17 d'octubre de 1883 - Aldeburgh, 23 de setembre de 1973) va ésser un pedagog escocès, el qual, després d'un breu parèntesi periodístic, començà la seva activitat docent als 31 anys.
Des que el pare li va ensenyar Neill i no es considerava privilegiat, va ser tractat molt severament. Va rebre només un diploma pobre i va començar als 14 anys a formar-se com a llibreter i després a la formació com a detallista. En ambdues professions va fracassar.

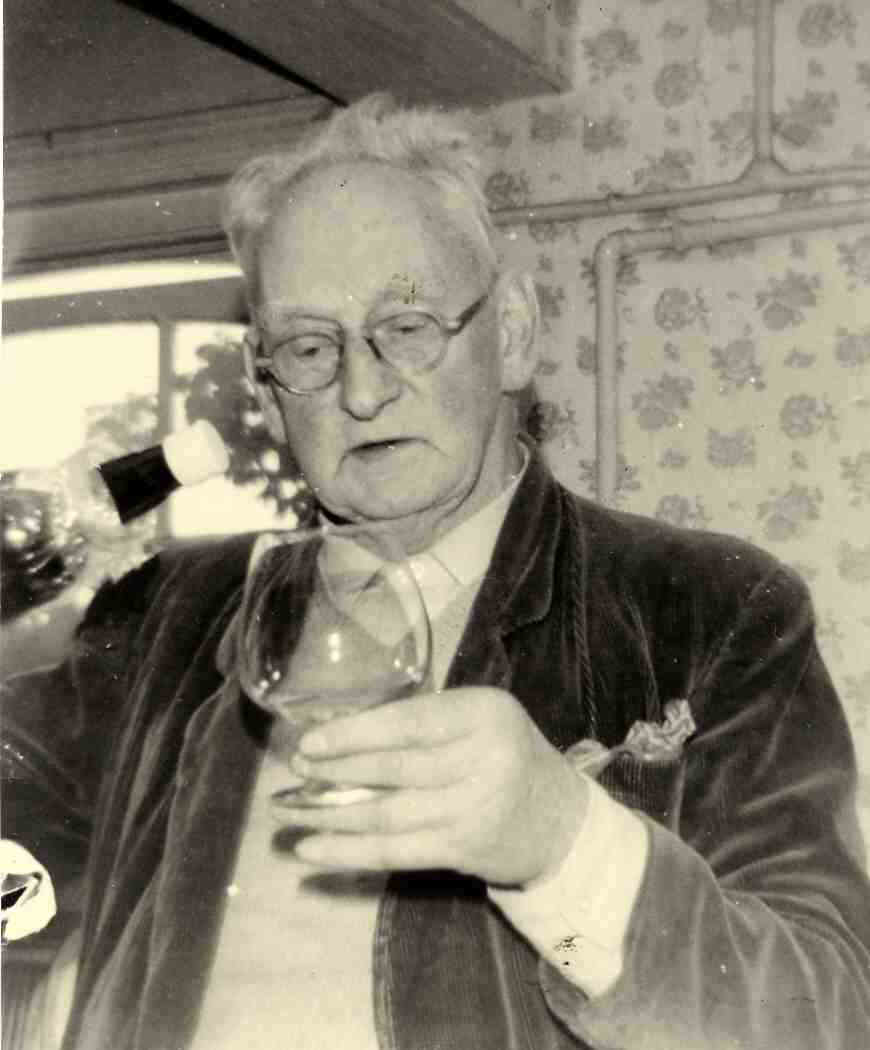
Alexander, S. Neill

De 1903 a 1908 Neill va treballar a diverses escoles escoceses. Ell va desenvolupar una profunda aversió als mètodes brutals de l'educació en aquestes escoles, fins i tot va prendre classes particulars i va decidir iniciar estudis. De 1908 a 1912 Neill va estudiar a Edimburg. Es va graduar amb M.A. (Master of Arts).
L'any 1914, Neill es va convertir en director de l'escola pública de Gretna a Escòcia. Va rebutjar la necessitat d'aprendre el sistema punitiu i posar més èmfasi en la diversió i els jocs.
El 1916, Neill es va unir a l'exèrcit, però es va retirar per la seva pobra salut després d'un temps.
Durant 1917 Neill va visitar un reformatori per a delinqüents juvenils d'Amèrica, "Little Commonwealth", on es va reunir per la psicoanàlisi de Sigmund Freud. Es va convertir en un estudiant, amic i pacient de Lane i es va fer càrrec de molts dels seus principis, com ara el psicoanalíticament motivat "sanció paradoxal". Aquest contacte va assenyalar a Neill que la seva vida havia estat "arruïnada" per als estàndards morals en la seva infància, en certa manera. Això el va inspirar per desenvolupar una nova forma d'educació.
El 1924, després d'haver treballat a Alemanya, Neill creà una comunitat terapèutica lliure, precedent de Summerhill que neix el 1927 a Leiston, a uns 100 km al nord-est de Londres. Aquest centre es caracteritzava sobretot per la llibertat que s'aconsegueix a partir de dos principis bàsics: l'autogestió i l'autocontrol.
Neill va intentar portar a la pràctica escolar les idees de Norman Lane i Wilhelm Reich.

### Summerhill School
Summerhill, va ser fundada el 1921, està situada a un poble de Leiston, Suffoclk, Anglaterra, a prop de la capital, Londres. Creada per A.S. Neill és una de les escoles establertes en l'esperit d'aquest moviment alternatiu, que practicava la idea de la llibertat, el concepte central de l'anarquisme, a l'extrem.
Les edats d'entrada eren totes variades, alguns entraven amb 5 anys i d'altres no començaven fins als 15, generalment es quedaven a l'escola fins als 16 anys. La ràtio encara que era oscil·lant durant els anys, de mitjana hi havia uns 25 nens i unes 20 nenes. Els infants es dividien en 3 grups d'edat: els petits de 5 a 7 anys, els mitjans de 8 a 10 anys i els grans d'11 a 15. Era molt freqüent que hi hagués molts infants estrangers, el 1960 hi havia 5 escandinaus, 1 holandès, 1 alemany i 1 americà.

Els infants s'allotjaven segons el seu grup d'edat, per cada grup hi havia una encarregada, els infants de 8 a 10 anys dormen en un edifici fet de pedra i el grup més gran d'edat en cabanyes, encara que només un o dos integrants del grup podien dormir en habitacions individuals, se seguia el mateix sistema pel sexe femení. No hi havia revisió d'habitacions ni cap vigilància de cap tipus, ja que tenien total llibertat, podien vestir-se de la manera que volien, quan volien. Molts diaris de l'època l'anomenaven "L'Escola vés com vulguis", ja que suposaven que era una reunió de salvatges primitius sense lleis ni bones maneres.

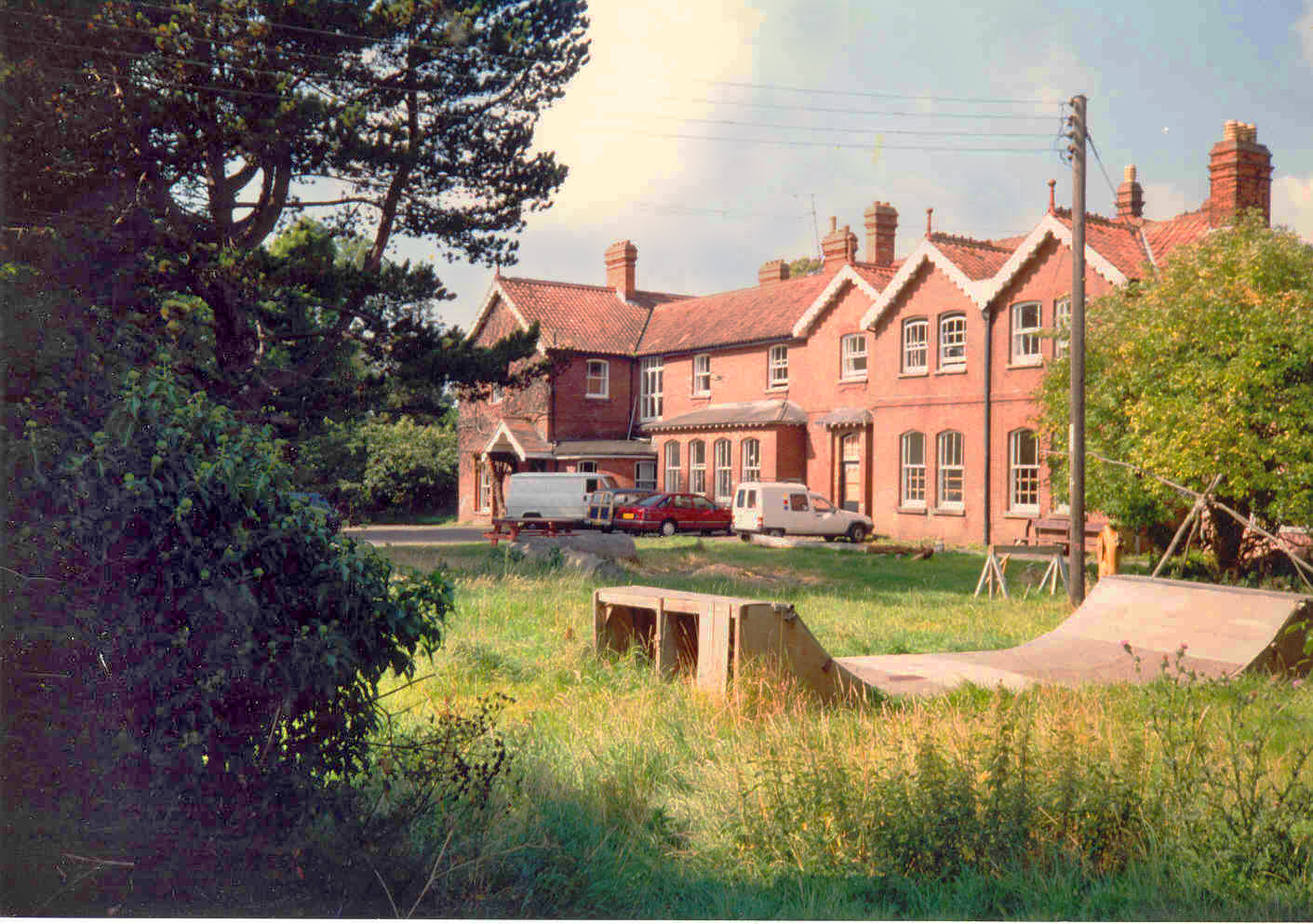
Summerhill School, 1993

Summerhill va començar com una escola experimental, i es va convertir en escola de demostració, perquè demostrava que la llibertat era eficaça. Quan Neill i la seva primera esposa van crear l'escola, tenien una idea predominant, fer que la institució s'acomodés a l'infant i no al revés. Neill durant molts anys va ser docent d'escoles comunes, per aquest motiu tenia un ampli coneixement del currículum comú i sabia que la manera d'ensenyar estava equivocada, perquè estava basada en el concepte que té l'adult en com ha de ser i aprendre un infant.
A partir d'aquest moment va decidir crear una escola deixant els infants en la total llibertat de ser ells mateixos, per aconseguir-ho es va renunciar a tota disciplina, direcció, suggestió, ensenyament moral i instrucció religiosa. Els creadors tenien tot el que els feia falta, la ferma convicció que l'infant és un ésser bo i no el contrari.
Segons Neill, l'infant és innatament sensat i realista, si se'ls deixa entregats a ells mateixos i sense cap suggestió per part dels adults, es desenvoluparan fins on siguin capaços, Summerhill està destinat cap aquelles persones que tenen capacitat innata i vulguin ser sàvies, encara que Neill prefereix crear un escombriaire feliç que no un savi neuròtic. Les classes eren totalment optatives, els infants podien assistir a elles o no, durant anys si així ho volen, només els docents tenen horari. Hi havia classes orientades cap a l'edat dels infants però a vegades també s'agrupaven segons interessos. No tenien mètodes nous d'ensenyament perquè no creien que aquest sigui en si important.
Els infants més petits que arribaven a Summerhill, assistien des de l'inici a les classes, però els infants més grans que venien d'escoles comunes, juraven no tornar-hi mai més. El temps de recuperació variava segons l'odi que tinguessin cap a l'antiga escola, durant aquest temps els infants jugaven, anaven en bicicleta, es comportaven com a persones, aquest interval de temps es podia prolongar durant mesos.
Independentment de la idea que es tingui de la institució, però s'hi aprèn molt, potser un grup d'infants de 12 anys no pugui competir amb un altre grup de la mateixa edat de l'escola comuna en cal·ligrafia, lectura o resolució de fraccions, però en un examen que requereixi la utilització de l'originalitat el grup de Summerhill guanyarà el grup de l'escola comuna.
La forma més senzilla d'interpretar Summerhill és sucumbir a la seva diferència. És una escola democràtica, mentre que les escoles són generalment autocràtiques. Hi ha una relació igualitària entre adults i nens. L'escola rebutja els límits ortodoxos i la regulació. Rebutja la compulsió en relació amb l'assistència a lliçons, exàmens, avaluacions i fins i tot a informes als pares. És exòtica perquè va en contra dels nostres prejudicis.
La filosofia de la llibertat individual de Neill ha cridat l'atenció mundial, però hi ha hagut poca discussió sobre la seva responsabilitat pràctica, individual i d'autoritat col·lectiva. Renunciant als poders normalment invertits en un director general, Neill va instituir un sistema de presa de decisions basat en la comunitat, fent una vida escolar democràtica. L'educació general no mostrava cap interès en aquests assumptes. La democratització no es considerava com una mena de reforma progressiva que es pogués incorporar a un sistema d'escolarització on s'imposen els plans d'estudi i se suposa que els alumnes estan sota control.
Els anarquistes es van centrar especialment en l'impediment que suposava l'escola pública pel desenvolupament dels infants, per aquest motiu es va crea un moviment alternatiu educatiu. Els fonaments de Summerhill School, des del punt de vista de l'anarquisme, es basaven en l'individu autònom, l'antiautoritarisme i l'orientació a la comunitat.
Els estudiants aprenien lliurement el que volien sense cap opressió ni coacció. Neill no volia adoctrinar moralment els estudiants, sinó que ells mateixos obtinguessin normes morals que s'aconseguien a través de l'autonomia. L'estructura de l'educació moral de Summerhill es basava en diferents aspectes: el propòsit i els mètodes. El propòsit de l'educació moral era ajudar els estudiants a ser feliços a través de la llibertat de realitzar-se i viure harmoniosament amb els altres en societat". Els continguts de l'educació moral es divideien en dos eixos: el contingut actual i el contingut latent. El contingut actual era la participació dels estudiants en les classes de matemàtiques, idiomes, debats morals… El contingut latent estava relacionat amb les experiències en l'ambient escolar gratuït com l'honestedat sense pretensions, la bondat sense hipocresia i la tolerància sense reticències. El mètode que era útil per assolir l'objectiu de l'educació moral era a través de la paciència amb el nivell de desenvolupament dels estudiants, a través de l'aprovació dels bons punts dels alumnes i de l'ambient lliure de l'escola que afavoria als estudiants a un bon comportament.
A Summerhill, podem veure una tensió entre dos registres de propietats. D'una banda, el fundador i els presents membres destaquen la importància de la propietat individual; al mateix temps, el règim immobiliari de l'escola implicava normes de limitació de propietats, una dispersió de drets, formes col·lectives de propietat i llocs multiculturals i plurals de reconeixement institucional. En explorar com es manifestava aquesta tensió a través del treball de la propietat, centrat en la contribució de la propietat a una variada vida social a l'escola, analitzada en termes de relacions personals, cíviques i de fronteres. Amb la pertinença tractat com el component central de la propietat més que no pas l'exclusió o el control, les formes d'entendre el que constitueix la propietat i el seu funcionament.

### Llegat
Durant les dues últimes dècades, una gran quantitat de recerca s'ha centrat en la manera com la gent aprèn. Anteriorment, l'ensenyament era sovint una mena de "difusió" del contingut del curs en intervals programats regularment. La literatura d'aprenentatge accepta que l'aprenentatge es pot millorar, aprofundir i fer més significatiu si el currículum fa que els infants participin activament a través de la interactivitat, múltiples funcions (com ara l'oient, el crític, el mentor, el presentador) i el compromís social (com ara treball en grup, taules de discussió). Per tant, no és d'estranyar que els espais d'aprenentatge tinguin un paper cada vegada més important en la catalització d'aquest tipus d'aprenentatge. Hi ha molts enfocaments d'aprenentatge que s'apliquen, com Montessori a la Reggio Emilia i a Waldorf un clar exemple és Summerhill. D'acord amb aquests enfocaments i enfocaments basats en noves tecnologies, les interaccions socials com el debat, la discussió i el treball en equip, per exemple, afavoreixen l'aprenentatge, provocant un requisit de disseny per a sales que es puguin reconfigurar ràpidament per a petits grups de discussió. Al nostre país, l'enfocament d'aprenentatge constructivista s'aplica a les escoles primàries, però els espais d'aprenentatge no són suficients per a les seves activitats. El disseny de l'aula encara es basa en un enfocament conductual.

## Francesc Ferrer i Guàrdia, l'Escola Moderna

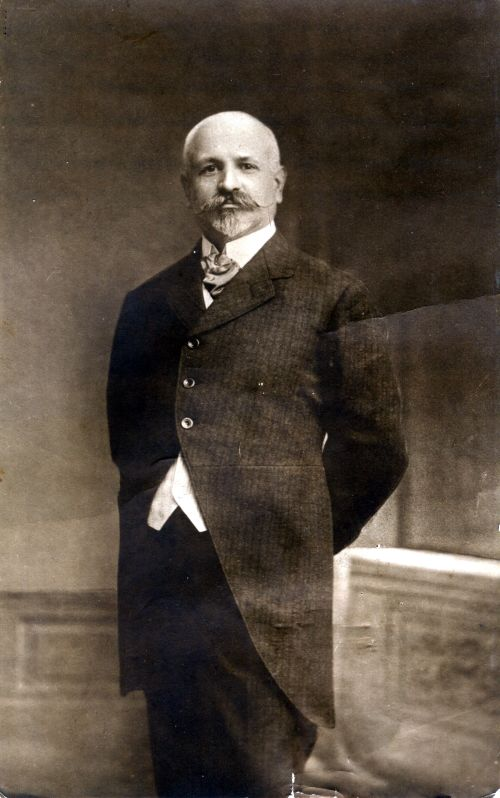
Francesc Ferrer i Guàrdia

Ferrer i Guàrdia (1859–1909), era una figura molt representativa de les diverses tendències que es van intercanviar en el si de l'esquerra espanyola i europea a finals del segle xix i principis del segle xx. Guiat sempre per una idea messiànica de la revolució, Ferrer va evolucionar del republicanisme a l'anarquisme i va ser un dels difusors a Espanya de les idees del sindicalisme revolucionari francès. Militant secular, pertanyia a la maçoneria i al moviment lliurepensador i va promoure una educació contrària als dogmes de l'Església i l'Estat. L'anàlisi de la seva ideologia i dels seus contactes personals mostra com les tendències que habitualment s'estudien per separat presentaven en realitat una complexa interrelació.
Va ser important en la tradició llibertària de cultura popular, va esdevenir una figura mundial amb el seu projecte educatiu, l'Escola Moderna. Aquest projecte era concretament apuntat a les classes socials més baixes perquè tinguessin accés a una educació científica, democràtica i de qualitat, podent desenvolupar les seves habilitats en una societat, la qual tenia limitat l'accés a aprendre a les classes socials altes, d'aquesta manera contribuïen a millorar les condicions socials. Ferrer i Guàrdia es regia per la idea que cap persona era dolenta per voluntat pròpia i que tot el mal és derivat per la ignorància. Per aquest motiu l'educació tenia un paper clau.
Va ser l'impulsor de l'educació moderna a Espanya, estava impregnada d'idees llibertàries, ja que veia l'escola comuna com un desastre en ser controlada per l'Església, per aquest motiu entre d'altres va decidir crear una nova escola.

### L'Escola Moderna i les seves conseqüències polítiques i religioses a Espanya

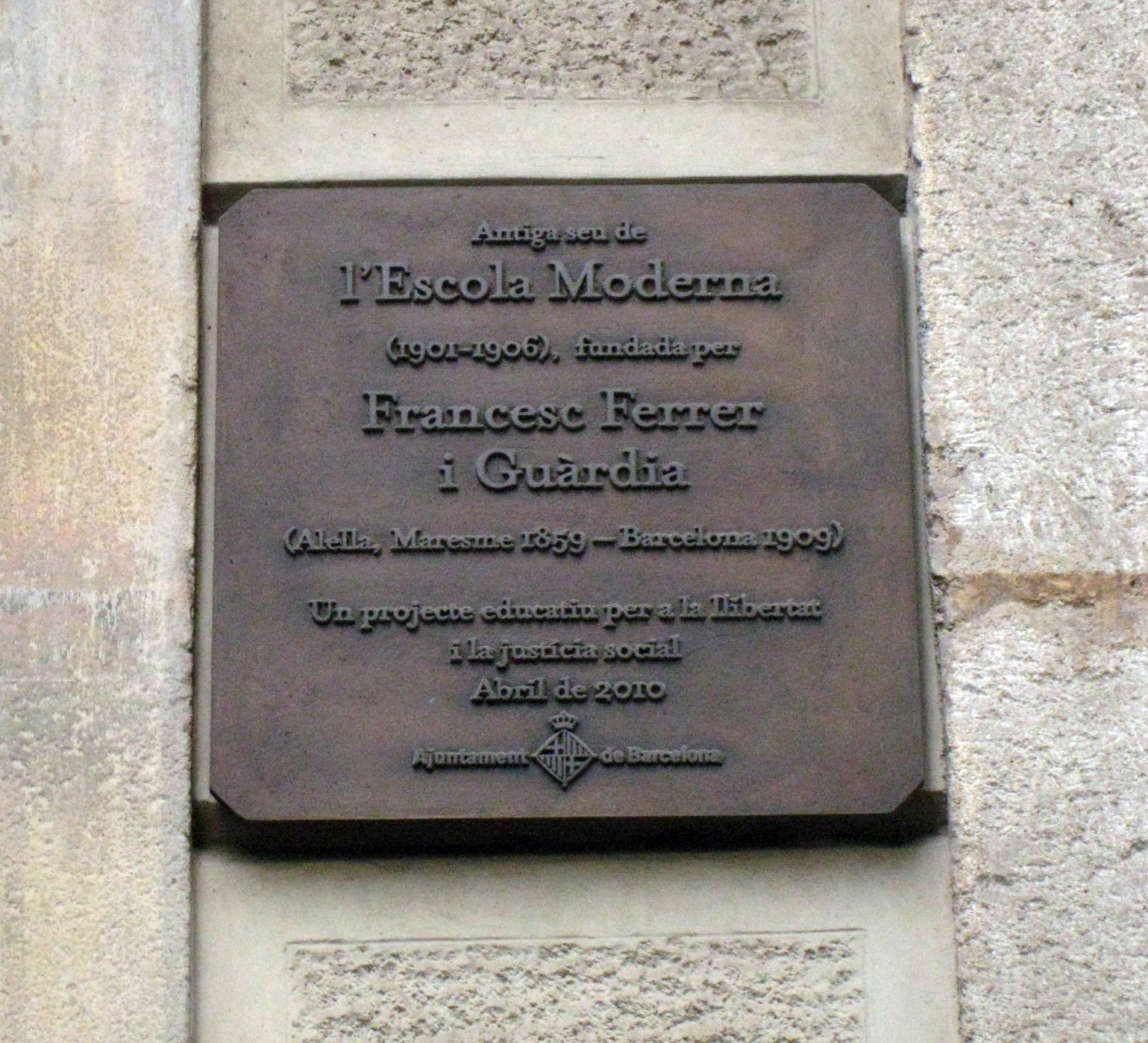
Antiga seu de l'Escola Moderna. C. Bailèn, 56 (Barcelona)

L'expansió de l'anarquisme a Espanya, particularment a Catalunya, va provocar l'acceptació de molts i la voluntat de participar en un projecte educatiu com el proposat per Ferrer i Guàrdia. En l'anarquisme, a diferència del socialisme, l'educació formava part de l'estratègia revolucionària i, per tant, l'educació es va convertir cada vegada més en un dels més importants eixos de transformació social i política a Espanya.
La inauguració de l'Escola Moderna, el 8 d'octubre de 1901 va suposar l'inici d'una etapa diferent per a l'educació a Espanya. Des d'aquell mateix moment l'escola va començar a expandir-se. El gener de 1902 l'escola ja comptava amb una setantena d'alumnes i el 1904 amb 126. El 1905 va començar a sorgir en tota Catalunya i Espanya petites filials que començaven a reproduir els seus mètodes pedagògics. L'Escola Moderna comptava amb 147 sucursals a la província de Barcelona, tres anys després hi hauria 10 escoles a Barcelona capital i arribaven ja al miler d'estudiants. L'expansió de l'Escola i de la pedagogia de Ferrer no només es va limitar a Espanya, aviat van aparèixer institucions inspirades en aquella a Portugal, Països Baixos, Itàlia, etc.
L'infant havia de tenir clar que ell tenia molts drets però també molts deures per canviar la societat, aquest pensament va suposar diferents problemes, atacs frontals al sistema tradicional i els valors de l'època, va tenir un impacte polític gran, ja que molts partits en van ser simpatitzants, tot i això va suposar un avanç en el camp de la teoria i la pràctica de la pedagogia.
Tenia un esperit propi i era que no es feien exàmens ni es donaven notes, ja que es va abolir qualsevol tipus de càstig o premi, l'alumne estava al centre del procés d'aprenentatge (paidocentrisme), l'escola havia de tenir un lligam proper amb la natura, els alumnes de l'escola havien de saber la situació i realitat social contemporània, totes aquelles persones que tenien un nivell de vida benestant pagaven una quota a l'escola per poder portar els seus fills allí mentre que els obrers no pagaven. Ferrer i Guàrdia incloïa totes les noves tècniques pedagògiques a la seva escola, per aquest motiu també es van adscriure al moviment higienista que convidava a tots els alumnes de l'escola i familiars a tenir unes normes higièniques. Des dels orígens de la humanitat, la higiene i l'educació s'havien vinculat. No obstant això, l'aparició del moviment higiènic a mitjans del segle xix, les transformacions socials i els canvis educatius relacionats amb el procés d'escolarització que es van dur a terme en aquest segle i en les primeres dècades del segle xx, i l'estudi científic de la infància, tots van encoratjar l'augment de les associacions, la creació de noves professions, la celebració de congressos, la proliferació de publicacions i la promulgació de disposicions legals. Abastant les últimes dècades del segle xix fins a l'inici de la Guerra Civil espanyola, durant aquest període va ser complex el procés de convergència entre higiene i educació, les influències i repercussions que van tenir la recepció de les tendències de l'higienisme internacional a l'escola configuració, els seus impulsos i resistències, els seus signes i l'amplitud de les seves aplicacions. L'atenció se centrava principalment en algunes de les seves repercussions més destacables, com ara els edificis i espais dedicats a les escoles, la distribució del temps lectiu, l'ensenyament de la higiene en la formació de professors i l'educació primària, i la creació i el foment de determinades iniciatives en àmbits no- educació formal. Es mostrava el grau d'intensificació del vincle entre la higiene i l'educació en el procés de modernització del sistema educatiu espanyol.
L'Escola Moderna va influenciar tant en els mitjans anarcosindicalistes, perquè tenia uns objectius recolzats i promoguts pels obrers.
Al segle xix, en la tradició laïcista coexistien dos enfocaments, el primer consistia en un enfocament moderat en l'aspecte social i polític, però no en el religiós. Pretenia harmonitzar les exigències d'un anticlericalisme intransigent amb una concepció política reformista que respectes els valors i els principis burgesos polítics, culturals, socials i econòmics.
Mentre que el segon enfocament estava associat a un projecte social revolucionari, i s'arrelava molt bé a la manera de fer dels centres culturals obrers. Proposaven crear centres laics en els quals s'impartiïs una educació integral. Centres independents de l'Estat i l'Església. El moviment de l'Escola Moderna de Ferrer i Guàrdia pretenia construir una resposta a l'educació que promulgui amb els anarcosindicalistes.
Ferrer i Guàrdia va ser part d'aquest suport l'educació com a motor del canvi. Finalment, els pensadors socials i educatius de tot el món van considerar l'Escola Moderna ser l'escola emancipadora del segle XX a causa del seu esperit de lluita en un ambient repressiu; considerada inicialment com una força que desacreditava les institucions polítiques i militars a Espanya. L'agost de 1901, al carrer Bailén 70 de Barcelona, es va obrir una escola que pretenia transformar radicalment la pedagogia. Aquesta va ser la primera de moltes escoles modernes que es van obrir, inspirades pels mateixos ideals pedagògics de l'original. Aquesta primera escola tenia aules per a la zoologia i la mineralogia, per exemple, i una gran quantitat de material gràfic en temes com l'anatomia, la botànica i la geografia.
Les influències del projecte pedagògic de Ferrer eren diverses, l'únic objectiu era proporcionar una educació científica que podria superar la mediocritat de l'època. Entre les seves diverses influències, la seva postura a favor destacava l'aprenentatge integral. Aquesta postura es va basar en un alt respecte dels valors de la comunitat, la solidaritat humana, la francmaçoneria i idees tan seculars com l'anticlericalisme, l'optimisme racionalista i la coeducació de classes socials.
Ferrer reflexiona sobre el perquè d'educar, sobre quin sentit té educar. A partir d'aquests dubtes aplica una sèrie de mètodes que tenen com a objectiu educar.
Ferrer plantejava que l'infant descobrís el fons dels fets socials, criticant de forma oberta l'ús de la religió, de mites opressors del coneixement i de la superstició. Ferrer educava per l'alliberament de la persona i per la transformació social, ja que havia d'orientar-se cap al coneixement i, per tant, desenvolupava estratègies de sentit crític contra els mites, supersticions i demagògies dels poders. Educar per conèixer vol dir educar en esperit crític.
Per això Ferrer, deia que la tasca del mestre havia de ser orientativa, que conduís l'infant cap al camí del coneixement, respectant totalment la seva autonomia, per tant, descartant i criticant els premis i els càstigs. Els mestres només tenien el paper de guiar la criatura en el descobriment, per això, era important que els infants sabessin utilitzar llibres, visites, exposicions... per poder avançar en el descobriment i desenvolupar l'esperit crític. Per Ferrer i Guàrdia el coneixement no era individual sinó que s'havia de compartir, ja que aquest acte generava encara més coneixement.
L'escola i, per tant, l'educació com a tal, no havia de ser un acte solitari, havia d'estar compartit tant per pares i alumnes, per aquest motiu, a L'Escola Moderna hi participaven un munt de persones, des de professors de la Universitat fins a obrers, tots es reunien allí per ampliar els seus coneixements. Als diumenges es realitzaven les famoses “lliçons de diumenge”, en les quals l'escola s'obria perquè tothom anés a aprendre.
Ferrer plantejava l'educació en els valors com l'altre pilar educatiu. Educar en la justícia, la pau, el desenvolupament i la col·laboració entre els pobles, de la manera que ho feia ens marcava unes línies ben aclaridores: per un costat donava gran importància a tots els valors que fan referència a l'autonomia de la persona, com la capacitat d'organització, el foment a les iniciatives de cadascú, la presa de decisions, el criteri propi, la cura del mateix cos… I era a partir del desenvolupament d'aquesta autonomia com l'infant a través de l'educació havia d'anar descobrint els valors col·lectius, com la importància de la ciutadania i del civisme, el respecte, la coeducació, les lleis que fomenten la convivència, la participació o la solidaritat, tant la local com la universal. Tot un programa d'educació en valors que s'ajustava als estudis més rigorosos fets en aquest tema i a les idees defensades pels moviments educatius progressistes.
Finalment, les influències de l'anomenada nova escola incloïen la promoció de l'activisme, l'abolició dels premis i càstigs, coeducació dels sexes i prescripcions del moviment d'higiene social. Els estudiants es van assignar a dos grups: un grup preparatori i un grup superior. Les classes es van iniciar al setembre 8, 1901, amb 30 alumnes (12 noies i 18 nois). Les noies i els nois estaven junts a les mateixes aules: un dels principis de l'Escola Moderna eren la coeducació, a diferència de la segregació sexual que prevalia.
Aquest projecte educatiu va qüestionar moltes de les normes i creences d'aquest temps en la història, ja que molestava els poders eclesiàstics i conservadors. L'Escola Moderna tenia l'objectiu de produir estudiants que podrien participar en un raonament científic i que eren igualitaris i lliures. Així, es va considerar necessari que no només els infants i les nenes sinó també els infants de diferents classes socials comparteixin aules. No pretenia crear una escola on fes diferències entre classes, sinó una escola mixta, ja que en cas contrari no hagués pogut ser una escola racional. En paraules de Ferrer, "L'únic so i la forma il·lustrada de l'escola és aquella que educa els pobres i els rics, que posa en contacte la classe l'altre en la innocent igualtat de la infància mitjançant la igualtat sistemàtica de l'escola racional”.
A causa de la coeducació de sexes i classes socials, l'Escola Moderna no podria ser una escola pública perquè havia d'haver estat regulada per l'Església catòlica.
Ferrer i Guàrdia volia la llibertat de decidir el funcionament i les pràctiques de l'escola. La seva posició a favor dels drets de les dones no es limitava a oferir una escola coeducadora: també va parlar públicament ell, va col·laborar amb el moviment feminista. Aquesta posició va crear moltes crítiques i enfrontaments, tal com ocorre sovint quan els homes es mantenien solidaris amb dones víctimes de violència sexual o domèstica.L'Escola Moderna, a través dels seus butlletins i les conferències de diumenge, sempre va representar la importància de l'educació i emancipació de les dones. Els principis rectors de la pràctica educativa a l'Escola Moderna com a reflex dels objectius que Ferrer i Guàrdia proposava va ser publicar al primer Butlletí de l'Escola Moderna. "La missió de l'Escola és assegurar que els nois i noies esdevinguin ben instruïts, verídics, justos i lliures de tot prejudici. La intenció era estimular, desenvolupar i dirigir la capacitat natural de cada alumne, de manera que ell o ella no només es converteixi en un membre útil de societat. S'informarà els joves amb funcions socials sòlides, d'acord amb el principi que "no hi ha obligacions sense drets i sense drets sense deures".
L'objectiu del butlletí era presentar els principis d'una escola no només per als fills i filles d'anarquistes militants llibertaris, sinó per a tots els que desitjaven viure en una societat lliure de dogmes religiosos i polítics: l'oferta educativa va ser la que va fer lliures a les persones. L'objectiu de l'educació no era adaptar la persona educada a la societat tal com era, sinó preparar-la per adquirir una visió crítica i transformar la societat des dels seus fonaments.
El naixement de l'Escola Moderna era part del naixement del moviment pedagògic de renovació que va sorgir a principis del segle XX i que es va desenvolupar durant tot el primer terç del segle a Catalunya. Ferrer i Guàrdia es va beneficiar de les circumstàncies especialment favorables d'aquesta reforma escolar "avançada" impulsada pel moviment de renovació. Es va trobar treballant en un moment en què el dèficit educatiu a Espanya era enorme. Aquest dèficit particularment va afectar els obrers, els camperols i la petita burgesia. El 1900, la població havia crescut a conseqüència de la davallada de la mortalitat i les ciutats havien començat a rebre una gran afluència d'habitants de poblacions rurals sense qualificació buscant una vida millor per a ells i les seves famílies.
Per tant, la proposta de Ferrer i Guàrdia va superar el dèficit educatiu, ja que es fonamentava ideològicament, abordant la lluita contra el poder de l'Estat i neutralitzant el control de l'Església. El propòsit era desenvolupar un projecte destinat a superar la mediocritat intel·lectual, causades per les limitacions derivades de la superstició i l'autoritarisme. L'escassetat en la instrucció sanitària i el material prevalent en el sistema educatiu espanyol, incloses les escoles públiques, privades i religioses, també van demanar una transformació del sistema.
Ferrer i Guàrdia va ser pioner en la introducció dels primers moviments d'higiene social a les escoles d'Espanya i, en particular, va veure l'ensenyament de la salut per crear una classe obrera més sana que seria menys dependent de les classes dirigents.
El Butlletí de l'Escola Moderna va incloure freqüentment articles sobre aquest tema adreçats a docents, famílies i estudiants. D'acord amb això, es van introduir models metodològics científics reconeguts internacionalment en l'ensenyament de la gimnàstica a Espanya. Una altra iniciativa educativa promoguda per l'Escola Moderna i vinculada al compromís de proporcionar accés a l'educació per part de totes les classes socials i les edats van ser les "conferències de diumenge" o "la universitat popular", com ho va fer Ferrer i Guàrdia (1913). Aquesta pràctica va suposar que els diumenges, l'escola s'obriria a totes les famílies dels estudiants, als treballadors, als mateixos estudiants i als altres que volguessin assistir. L'escola, per tant, no només es va fer per educar nois i noies, sinó també un lloc on qualsevol adult podia aprendre i fer-se actiu a la seva comunitat.
Malgrat el tancament de l'escola de Ferrer i Guàrdia a Espanya el 1906, tal com s'explica a la secció següent, el seu treball pedagògic havia tingut un clar impacte en tres dominis. En primer lloc, l'impacte en un nivell ideològic era un atac frontal cap als valors i principis de la societat tradicional. Mentre que l'Església va promoure una educació basada en la suspensió i la perpetuació de l'ordre establert, l'Escola Moderna va impulsar la reflexió i el pensament crític a transformar l'statu quo. En particular, la coeducació de gèneres i classes socials significava confrontació.
Segon, es va produir un gran impacte en els avenços en el camp de la teoria i la pràctica pedagògica a Espanya. Una prioritat de Ferrer i Guàrdia durant els seus viatges a Europa abans que el projecte de l'Escola Moderna fos aprendre-eventualment incorporant els avenços que es produïen en diversos moviments pedagògics populars.
Finalment, l'escola va tenir el gran impacte polític en unir els intel·lectuals espanyols i la població en general en el mateix projecte educatiu i social. Això va conduir a l'obtenció d'un dels seus objectius, que va ser la col·laboració entre els de diferents classes socials ideològiques. L'Escola Moderna, com a punt de partida, ja tenia una missió clara: fer de l'educació una eina per transformar la societat de forma científica i racional. L'objectiu de Ferrer i Guàrdia era que l'Escola Moderna s'expandís per tot Espanya, creant així el canvi social que l'entorn llibertari del moment requerit. No obstant això, va ser precisament l'impacte que va crear que també va causar la seva persecució fins que va ser executat el 1909 com a part d'un govern i de l'Església silencià les seves idees i va erradicar el seu projecte pedagògic.

### Programa de l'escola moderna
El programa de l'escola presentava una sèrie de punts constitutius:
1. L'educació és i ha de ser tractat com a problema polític.
2. L'educació s'ha de basar en els desenvolupaments de la ciència positiva. Per això, Ferrer parlarà d'una educació científica i racional. La ciència positiva ha de ser al servei de les veritables necessitats humanes i socials. Estarà al servei de la Raó Natural i no de la Raó Artificial del capital i la burgesia.
3. Importància capital de la coeducació home i dona. El treball humà ha de ser mixt.
4. La coeducació de rics i pobres, per mitjà de la sistemàtica igual de l'escola racional.
5. Orientació antiestatal i a-estatal de l'educació.
6. Importància del joc en el procés educatiu. La prolongació natural del joc serà el treball, és a dir, l'activitat manual i intel·lectual que culmina en la realització de treballs en què el nen-home es reconeix.
7. Pedagogia que parteix del nen concret, individualitzada.
8. Absència de premis i càstigs a l'escola. Supressió d'exàmens.[19]

### El tancament de l'Escola Moderna i la persecussió d'una revolució (1906)
Les idees i pràctiques llibertàries i anarquistes que es consolidaven a Espanya no eren apreciades per l'administració ni per l'Església perquè comprometien l'estructura jeràrquica existent. Ferrer i Guàrdia i la seva determinació de realitzar un projecte educatiu que difongués idees llibertàries i aconseguís el canvi social, es van veure com a perills que calia aturar. El primer esforç del govern de frenar el treball educatiu de Ferrer i Guàrdia consistia a acusar-lo d'estar involucrat en l'intent de regicidi d'Alfonso XIII i Victòria Eugènia. Aquest càrrec no va posar fi a la vida de Ferrer i Guàrdia, però va aconseguir tancar l'Escola Moderna. El 31 de maig de 1906, poc després de les dues de la tarda, mentre que la processó reial va recórrer el carrer principal de Madrid cap al Palau Reial portant els acabats de casar Alfonso XIII i Victòria Eugènia, Mateo Morral va llançar una bomba amagada en un ram de flors des del balcó del tercer pis del número 88. La bomba no va xocar contra el seu objectiu el rei i la reina, però va matar a 23 persones i ferides més de 100. Ferrer i Guàrdia va ser arrestat dos dies després de l'intent. Mateo Morral, que s'havia suïcidat, era el bibliotecari de l'Escola Moderna i va col·locar a Ferrer i Guàrdia sota sospita de complicitat o potser de ser l'instigador. No es va presentar cap prova sòlida contra Ferrer i Guàrdia, però va ser condemnat, i l'Escola Moderna va ser tancada simultàniament. Va ser jutjat culpable per associació: el seu conegut per Moral. Finalment, el 12 de juny de 1907, sota pressió nacional i internacional sobre el govern espanyol i la manca d'evidència, Ferrer i Guàrdia va ser absolt dels càrrecs.
El fet de tancar l'Escola Moderna de Francesc Ferrer i Guàrdia segueix sent en els nostres dies un exemple per saber el que és civilitzat o es pot castigar dins de la institucionalització simbòlica dels poders educatius. En la crisi actual del sistema educatiu internacional i quan l'escola (com a institució) perd la legitimitat com a transmissora del coneixement, les visions retrospectives poden ajudar-nos a orientar-nos cap a nous horitzons en els quals iniciar noves contextualitzacions crítiques. El model d'educació que es va adoptar a les escoles catalanes racionalistes de principis del segle xx va respondre a la identificació d'un model educatiu crític, que era social, no institucional, universal i anti-bel·ligerant. És el que avui serveix com a mirall per revisar i reflexionar sobre les possibilitats d'una educació crítica.
L'Escola Moderna va influenciar diferents manuals de gramàtica, escrits entre el 1912 i el 1936 a Andalusia, sota el nom de Gramàtica de l'Obrero, tenien una perspectiva pedagògica anarquista i estaven destinats a l'alfabetització bàsica d'adults i nens, aquestes obres presentaven una lingüística anarquista particular.

## Tolstoi, Iasnaia Poliana

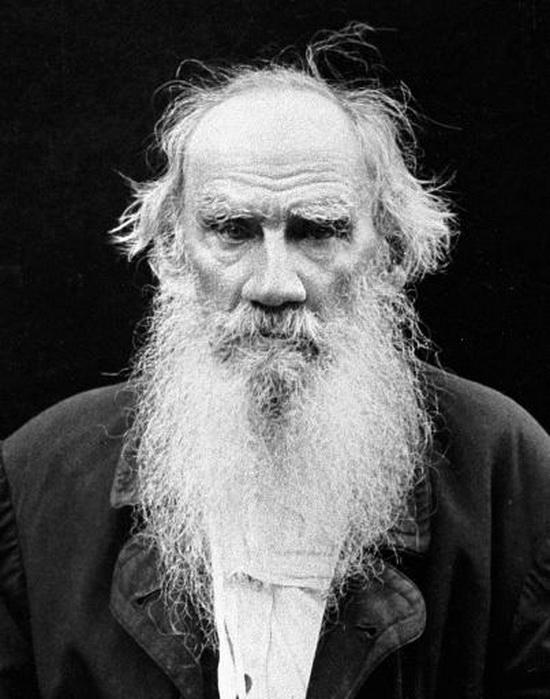
Lev Tolstoi

Lev Nikolàievitx Tolstoi va néixer el 1828 (el 9 de setembre segons el calendari gregorià, el 28 d'agost segons el calendari julià), i era el quart dels cinc fills d'una família aristocràtica. La propietat familiar de Iàsnaia Poliana estava a la regió de Tula. Els pares van morir quan ell era jove i el van criar uns parents. Va rebre una educació particular acurada, pròpia del seu origen social privilegiat. Va estudiar Dret, àrab i turc a la universitat de Kazan des del 1844, amb la intenció d'exercir de diplomàtic. Tanmateix no va acabar els estudis i els docents van dir d'ell que "no vol ni pot aprendre". Va tornar a Iàsnaia Poliana i el 1851 va passar gran part del temps a Moscou i Sant Petersburg. Després de contreure enormes deutes de joc, va acompanyar un dels seus germans grans al Caucas i es va unir a l'exèrcit. En aquella època començà a escriure literatura.
L'evolució que el va fer passar d'una personalitat dissoluta i despreocupada dels anys joves a l'anarquista espiritual i no violent dels darrers anys es va començar a gestar durant dos viatges per Europa: un el 1857 i l'altre entre 1860 i 1861.
Viatjà a Europa, per eludir el clima sufocant de repressió política que hi havia a Rússia, ho van fer altres aristòcrates d'inclinacions liberals com ara Aleksandr Herzen, Mikhaïl Bakunin i Piotr Kropotkin. Durant la visita de 1857, Tolstoi va assistir a una execució pública a París. L'experiència va resultar traumàtica i el va marcar per sempre, com es pot intuir llegint el que va escriure al seu amic V. P. Botkin.
Pel que fa a la filosofia política, va ser determinant conèixer l'anarquista francès Pierre-Joseph Proudhon, a qui va visitar el març de 1861 a Brussel·les, on vivia exiliat i amb un nom fals. Els dos homes van repassar l'obra de Proudhon La Guerre et la Paix, que estava a punt de publicar-se, i el títol de la qual ressona en l'obra mestra del rus. Van parlar entre altres qüestions de l'educació. Tolstoi va escriure en un dels seus quaderns.
Les actituds cap a l'ensenyament religiós de Lev Tolstoi van diferir entre els creients ortodoxos russos a la fi del segle xix. Es considerava que les seves nocions filosòfiques eren molt simpatitzants amb la doctrina de l'església, mentre que altres veien la doctrina de Tolstoi com la negació radical de tot el referent a l'església. Una imatge sovint conjurada era Tolstoi com l'Anticrist.
Quan Lev Tolstoi va sorgir com a mestre religiós en la dècada de 1880, prenent una posició polèmica contra la fe ortodoxa, el lideratge de l'església russa es va esforçar per solucionar els mitjans per frenar la propagació de la nova herència perniciosa entre el públic rus. L'intent més ambiciós, però també el més desastrós, es va fer el 1901 quan el sínode va promulgar un pronunciament oficial (poslanie) contra ell. Aquest document, que va crear un escàndol mundial, va ser assumit per l'església mateixa i no, com s'ha assumit àmpliament, a instància de les autoritats estatals.
Tolstoi va tornar Iàsnaia Poliana amb molt d'entusiasme i hi va fundar tretze escoles per als fills dels criats. El 1862 va descriure els innovadors principis llibertaris que les regien, en un assaig, L'escola de Iàsnaia Poliana. Els experiments educatius de Tolstoi van tenir una vida curta, per culpa de l'assetjament de la policia secreta tsarista. Tanmateix l'escola de Iàsnaia Poliana és el primer exemple d'una teoria coherent de l'ensenyament llibertari.
Sofia, la dona de Tolstoi, amb la seva filla Saixa (Alexandra). Saixa li faria de secretària i seria una seguidora del moviment de no-violència del seu pare.
El 23 de setembre de 1862 es va casar amb Sofia Andréievna Bers (1844-1919), 16 anys més jove, amb qui va tenir tretze fills, cinc dels quals van morir durant la infantesa. El matrimoni amb Sofia Bers va quedar marcat des del principi quan, el dia abans del casament, Tolstoi va mostrar els seus diaris a la seva promesa, on explicava amb detall les relacions sexuals amb els servents, i el fet que una de les serventes de la seva hisenda li havia donat un fill; per tant, la relació quedà caracteritzada des del principi per la manca de passió sexual i d'insensibilitat emocional. Tanmateix els primers anys del matrimoni van ser prou feliços, i van permetre a Tolstoi la llibertat suficient per escriure Guerra i pau i Anna Karènina. En canvi els darrers anys, segons A.N. Wilson, van ser molt tristos i difícils. La relació amb l'esposa es va deteriorar a mesura que es radicalitzava en les creences. Volia refusar la riquesa heretada i guanyada, fins i tot renunciant als drets d'autor de les seves primeres obres.

### El camí de la pedagogia
Des de la seva joventut Lev Tolstoi es va esforçar per contribuir de manera pràctica, la instrucció publica la idea que va inspirar el seu primer llibre, les quatre èpoques del desenvolupament és profundament simbòlica en aquesta obra es va proposar descriure el procés de formació del caràcter de l'home des dels primers anys quan començava la vida espiritual fins a la Joventut, quan aquella persona havia adquirit la vida definitiva.
Estudiava el món espiritual del nen, adolescent i jove, les emocions, l'activitat cognitiva i el desenvolupament moral en tots els relats estava present la convicció que és necessari respectar la personalitat de l'infant, aquest concepte serà fonamental per la labor pedagògica de Tolstoi.
Quan tenia 21 anys Tolstoi va crear una escola en Iasnaia Poliana, en la seva propietat familiar i va intentar educar als fills dels camperols. Aquesta primera experiència va ser breu, ja que l'ensenyament es va transformar en una labor massa dura per ell potser perquè no tenia els coneixements professionals necessaris o que va emprendre aquesta tasca sense major convicció.
Instruir no era una tasca simple ni fàcil i que sense coneixements professionals era impossible practicar-la amb èxit.
Tolstoi en particular considerava que els funcionaris no podrien crear quelcom que respongués als interessos de tota la població perquè la instrucció publica funcioni, era necessari deixar-la a la societat. Va fer gestions en aquest sentit i va planificar l'organització d'una associació seria educar al poble, publicar una revista pedagògica, fundar escoles on no existien i on es requeria, elaborar el contingut de l'educació, formar docents, subministrar a les escoles els medis materials, contribuir a l'administració democràtica de l'educació.

### L'Ideal de l'educació humanista
León Tolstoi va expressar les seves opinions de forma que podien interpretar-se de diverses maneres, els seus opositors van aprofitar això quan van qualificar de paidocentrisme el seu concepte de la innocència de l'infant o d'anarquisme la llibertat que Tolstoi reconeixia als alumnes d'assistir o no a les classes.
L'humanisme, la democràcia, i la llibertat en matèria d'educació havia de començar en el poble, Tolstoi va iniciar la seva acció pedagògica, la institució democràtica de Rússia es recolzava sobre l'antiga institució creada per Mikhaïl Lomonóssov. En la societat hi havia un abisme entre els assoliments culturals i l'educació de les classes privilegiades per una part i la indigència cultural en la majoria de la població per l'altre. Si l'educació es donés a totes les capes de la societat, desapareixeria el despotisme i la violència, la superstició i la injustícia. Aquesta activitat pedagògica va coincidir amb el desenvolupament industrial de Rússia. La llibertat de l'escola i de l'educació és una idea que ocupa un lloc important en la concepció pedagògica de Tolstoi per qui la llibertat era l'únic criteri de l'educació, se'l va comparar amb Rousseau i amb els altres representant del moviment de l'educació lliure o de la nova educació, en efecte, Tolstoi deia, com Rousseau, que és per naturalesa una criatura pura i perfecta i que no s'ha de pertorbar el seu desenvolupament lliure, però aquesta concepció de Tolstoi sobre la llibertat de l'educació tenia molt poc a veure amb la doctrina de Rousseau, i encara molt menys amb la pedagogia paidocentrisme que erigia com un absolut la idea de llibertat i la portava a l'absurd. Segons Tolstoi el desenvolupament dels infants era un procés de desenvolupament espontani de les seves qualitats i la influència del Mestre havia de ser mínima. Aquest havia de limitar-se a actuar com un guia perquè no tenia dret a influir en la formació de les opinions dels seus alumnes. La llibertat de l'educació era un principi gnoseològic i moral, que es realitza a la pràctica de l'ensenyament, és l'antítesi de la pedagogia autoritària que exigeix una relació humana amb l'alumne, un respecte de la seva dignitat personal, la llibertat de l'educació era un principi que emana de les lleis internes de la llibertat cognitiva, el procés cognitiu havia de ser lliure, de no ser així, l'activitat, la iniciativa personal, la coherència, la sistematització i totes les altres regles de la pedagogia clàssica tradicional serien inútils i perdrien el seu sentit i raó de ser. L'ensenyament, per tant, seria més eficaç com més es fonamenti aquesta llei. El coneixement que s'havia assimilat no podrà ser simplement transmès i de cap manera impost en l'alumne contra la seva voluntat. L'alumne havia de fer el seu propi esforç i realitzar una entitat cognitiva independent i podria fer-ho millor quan no se senti obligat pel mestre. La labor pedagògica de Tolstoi va mostrar que els infants pensen més en termes d'imatges, colors i sons i que en les seves primeres etapes de l'aprenentatge, el pensament en imatges predomina en la seva activitat cognoscitiva sobre el seu pensament lògic. Aquest ideal humanista i els principis d'universalitat democratització i llibertat d'ensenyament no eren per Leo Tolstoi simples declaracions o nocions abstractes: va proposar mètodes per resoldre certs problemes pedagògics i va exercir una activitat practica com Mestre, organitzador d'escoles, redactor d'una revista pedagògica i autor de manuals per escoles del poble.

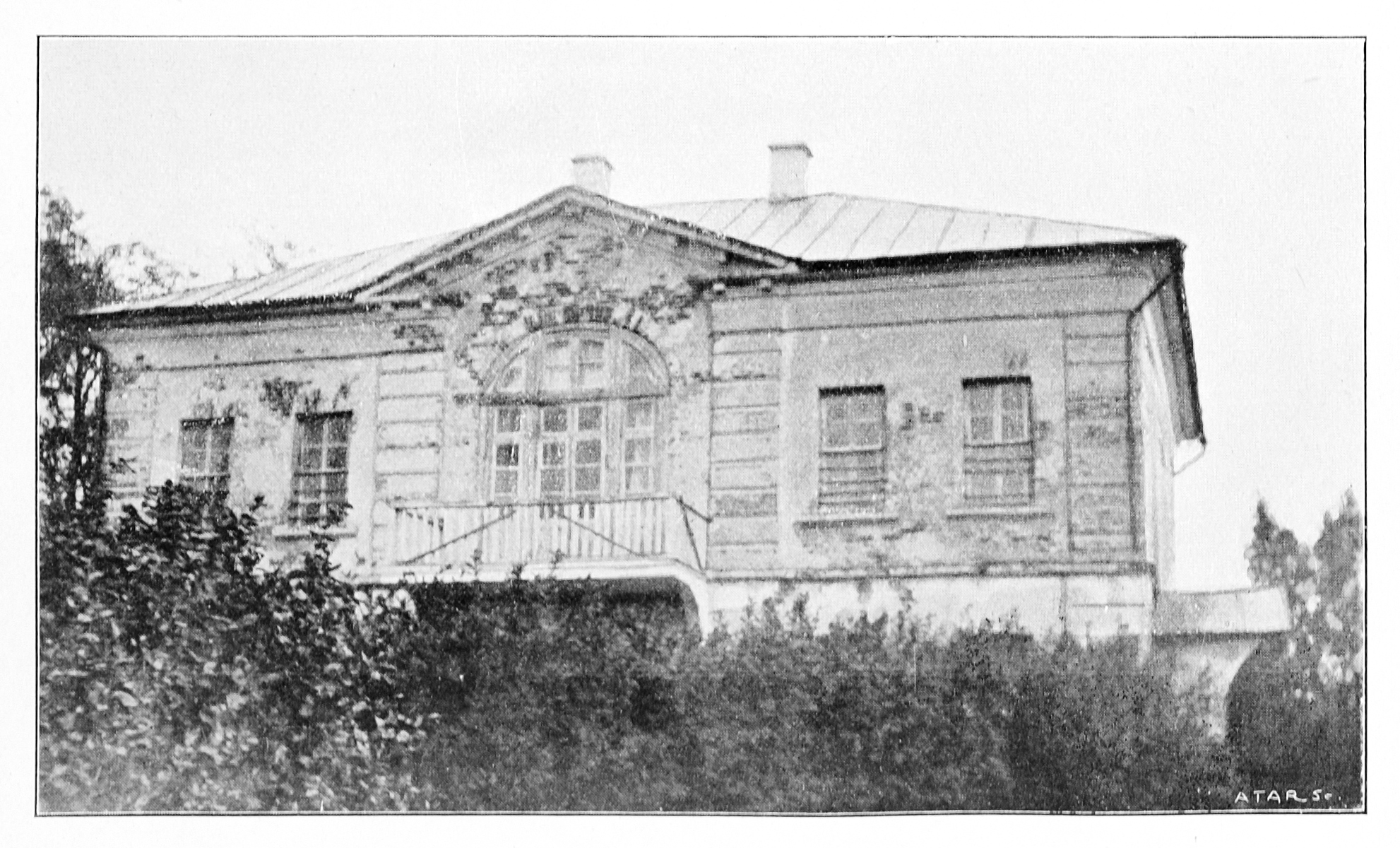
L'escola d'Iasnaia Poliana

### Iasnaia Poliana: l'escola i la revista
A més a més de les escoles que depenien del ministeri d'educació pública havia Rússia altres escoles privades, entre elles la més coneguda va ser la d'Iasnaia Poliana fundada pel Tolstoi dins de la seva propietat familiar a prop de Tula l'ensenyament començava entre les vuit i les nou del matí al migdia es paraven les classes per menjar i descansar després l'ensenyament es prolongava durant quatre hores més cada Mestre dictava diàriament cinc o sis hores de classe segons l'edat el grau de preparació i els progressos de l'alumnat es va crear tres grups d'infants l'inferior, l'intermedi i el superior no hi havia llocs fixes pels alumnes cadascú s'asseia on volia no hi havia deures per a casa, la forma predominant del treball escolar no eren els exercicis del sentit comú, sinó una conversa lliure amb els alumnes en el curs de la qual els infants aprenien la lectura l'escriptura, l'aritmètica, la religió i assimilaven regles gramaticals i nocions d'història, geografia i ciències naturals accessibles per la seva edat, també aprenien a dibuixar i a cantar.
No hi havia càstigs ni coacció, en aquesta escola s'estimulava la independència dels alumnes es desenvolupava la capacitat creativa aconseguint que els infants assimilessin conscientment i activament els coneixements, en Iasnaia Poliana s'exigia al mestre un constant esforç moral i intel·lectual així com l'aptitud per captar en qualsevol moment la situació i les possibilitats cada un dels alumnes.
Amb aquesta idea Tolstoi va començar a escriure una revista pedagògica amb el mateix nom que el de l'escola per descriure els nous mètodes de l'ensenyament i principis d'administració d'institució pública presentant noves formes d'organització del procés educatiu entre d'altres.

### L'Abecedari i el Nou abecedari
Projecte de manual de lectura pels més petits, el seu pla general com el seu contingut així com l'estructura lògica van ser elaborats durant molt de temps, va ser publicat el 1872, llavors el 1875 es va publicar el nou abecedari que era un manual molt més universal que el primer hi havia estat perfeccionat.